# Sajnšand
Sajnšand (mongolsky Сайншанд) je hlavním městem Východogobijského ajmagu v Mongolsku. Má 25 210 obyvatel (2000). Je jedním z měst, kterými prochází Transmongolská magistrála.
Leží ve východní části Gobi v nadmořské výšce 938 metrů asi 460 kilometrů od Ulánbátaru.